# Amerlügen

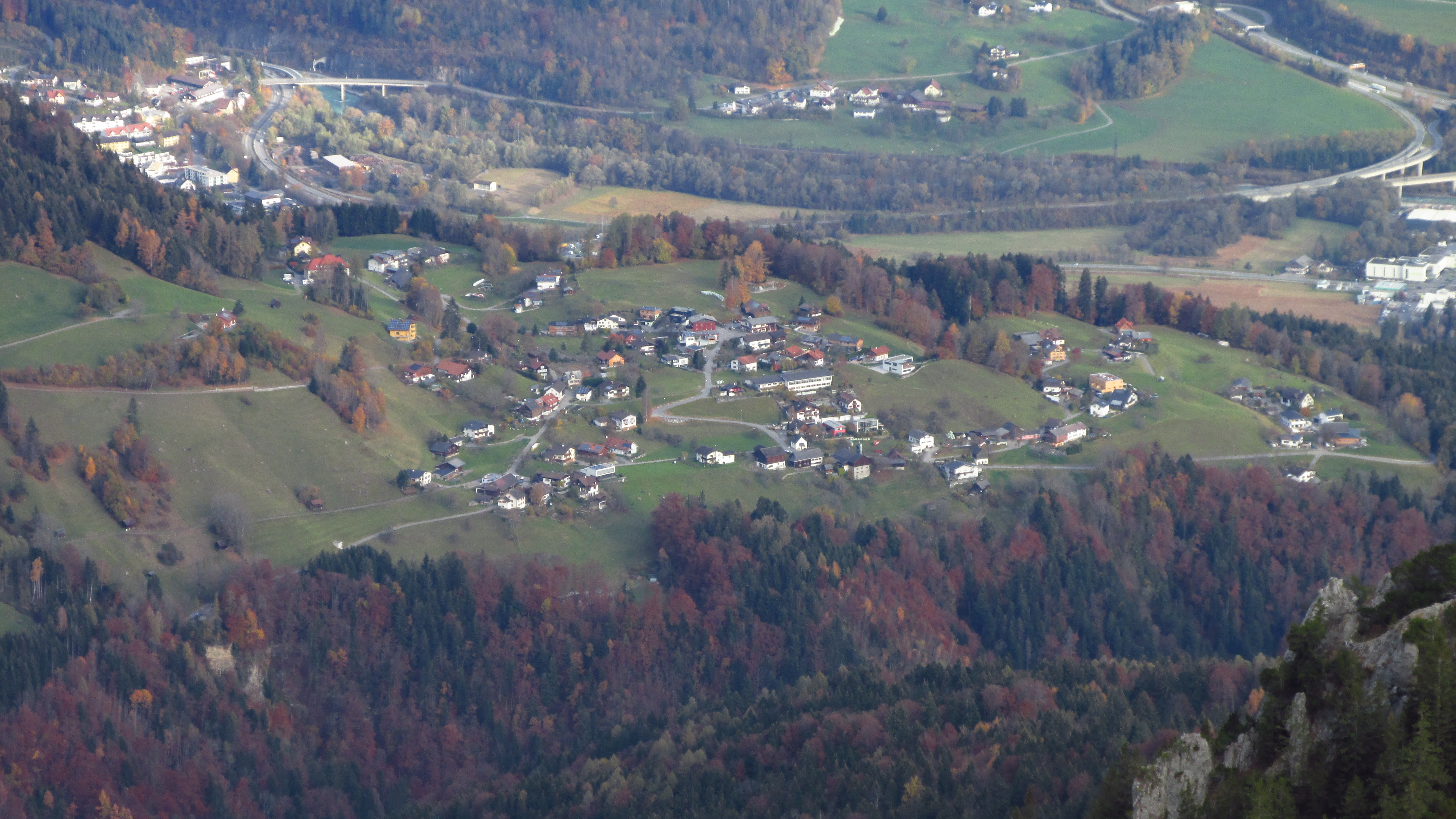
Blick beim Aufstieg zu den Hohen Köpfen auf Amerlügen. Im Vordergrund der untere Teil des scharf eingeschnittenen Saminatals. Links oben die Frastanzer Ortsteile Felsenau und Maria Ebene.

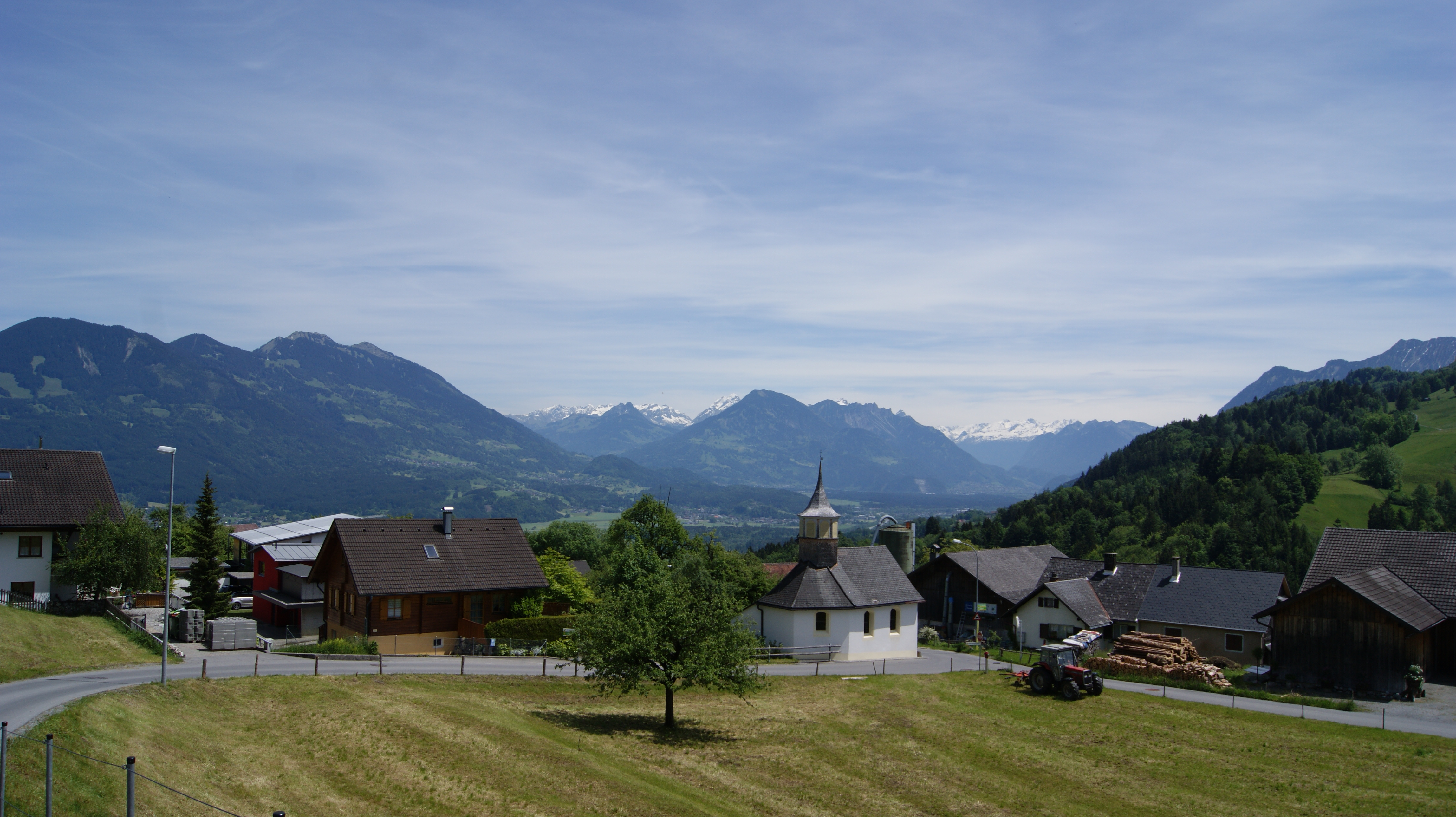
Blick über Amerlügen in den Walgau.

Amerlügen ist ein Ortsteil in der Marktgemeinde Frastanz im Walgau in Vorarlberg.
Die Ortschaft liegt auf 763 m ü. A. (Kapelle Mariä Opferung) auf einem Geländeabsatz unterhalb der Drei Schwestern und oberhalb des Saminatals.
Im Jahr 2015 hatte Amerlügen rund 225 Einwohner und bestand aus 65 Häusern.
Von 1910 bis 2012 diente die Ferienkolonie Feldkirch–Amerlügen als Erholungsheim für Kinder und Jugendliche – zuerst aus Feldkirch, dann aus ganz Österreich. Nach 102 Jahren musste das Ferienheim geschlossen werden, weil die Buchungen die Kosten nicht mehr deckten.

## Name
Der Name Amerlügen, Alpe Amerlug sowie der Parzelle Amerlug (die Feldkircher Hütte hat die Anschrift: Amerlug 1) soll sich aus den Worten "Amsel" und "lug" im Sinne von "lügen" iSv Altdeutsch: "lo", "loh", "loch", "lug", bzw. "laugg" ableiten, was so viel wie Wald oder Hain bedeutet und im Zusammenhang mit dem lateinischen "lucus" für eine lichte Stelle im Wald stehen soll. Amerlügen bedeute also so viel wie "Amselwald".

## Verkehr
In Amerlügen (z. B. vom Sturnabühel ) wurden ab 1935 und nach dem Zweiten Weltkrieg Starts mit Segelflugzeugen durchgeführt. Die Startplätze waren seit 1935 behördlich genehmigt.
Die Buslinie 73a (der „Parzellenbus“) des Vorarlberger Verkehrsverbundes erschließt, am Bahnhof Frastanz beginnend, den Ort, sonn- / feiertags jedoch nur auf vorherige telefonische Anforderung.